# Boknafjordtunnel
De Boknafjordtunnel is een Noorse geplande onderzeese wegtunnel onder de monding van de Boknafjorden direct ten noorden van de stad Stavanger in de provincie Rogaland. De tunnel tussen de gemeenten Randaberg en Bokn heeft een geplande lengte van 26,7 km en een maximum diepte van 392 meter onder de zeespiegel, wat zowel in lengte als diepte de bestaande wereldrecords van de nabijgelegen Ryfylketunnel zou verbreken. De tunnel zal deel uitmaken van het toekomstig tracé van de E39 langs de westkust van Noorwegen en het zal de steden Kristiansand, Stavanger, Haugesund en Bergen verbinden. De tunnel kadert in een project om het Noors tracé van de E39 ferryloos te maken waar in 2025 zeven veerdiensten in het traject voorkomen. De wegtunnel is voorzien in 2033 te kunnen openen. Het hele bouwproject van de Boknafjordtunnel inclusief de toegangswegen wordt aangeduid met de naam Rogfast, een afkorting van het Noorse Rogaland fastforbindelse, wat kan worden vertaald als: Rogaland vaste verbinding.
In de tunnel is een onderzeese aftakking voorzien. De aansluitende Kvitsøytunnel maakt toe een afslag te nemen naar de eilandgemeente Kvitsøy. Deze tunnel maakt integraal deel uit van het project dat in mei 2017 werd goedgekeurd door het Noors parlement, de Storting. Toen was een oplevering in 2025-26 voorzien en een budget van NOK 16,8 miljard Noorse kroon (ongeveer € 1,73 miljard euro). Hierbij was becijferd dat NOK 11 miljard zou bestaan uit een lening die zou worden afgelost met tolgelden, en NOK 6 miljard gefinancierd zou worden door de Noorse staat.
De tunnel wordt uitgevoerd als een tunnel met twee tunnelkokers, een voor elke rijrichting, telkens met twee rijstroken.  Over het hoofdtraject is een maximale hellingsgraad van 5% voorzien.  De vier kilometer lange aftakkingstunnel, de Kvitsøytunnel krijgt een maximale hellingsgraad van 7%.  Berekend werd dat voor het bouwproject 8,5 miljoen kubieke meter rotsafval afgevoerd zal moeten worden.
De bouw begon in januari 2018, met een ceremonie waarbij rotsen werden weggeblazen als een vorm van eerstesteenlegging voor een toekomstige ingang van de tunnel. In oktober 2019, als gevolg van kostenoverschrijdingen voorspeld in budgettaire updates, werd het project stopgezet, waarbij alle plannen voor het uitgeven van contracten (het project werd in fasen uitbesteed) geannuleerd werden. In december 2019 verzocht de regering om een volledige herziening en herziene begrotingsupdate. In april 2020 schatte de herziene update van de Noorse dienst voor openbare wegen dat de kosten van het totale project (inclusief de Kvitsøytunnel) waren gestegen tot NOK 25 miljard.
Eind november 2020 ontving de Noorse dienst voor openbare wegen een nieuwe goedkeuring van de regering voor een herzien budget van NOK 24,8 miljard (€ 2,55 miljard). De regering stemde ermee in haar directe bijdrage tot NOK 9,9 miljard te verhogen, waarbij de resterende NOK 14,9 miljard uit tolgelden zou moeten gefinancierd worden. In 2021 startten de eerste bouwwerken.
Om te zorgen voor een goede concurrentie en betaalbare omvang van de opdrachten zijn de tunnelwerkzaamheden opgedeeld in vier contracten. Ze werden afzonderlijk aangekondigd en de contracten zijn gegund na onderhandelingen met vooraf gekwalificeerde inschrijvers:
- Het Kvitsøy-contract (E15) omvat de tunnelarm van de Boknafjordtunnel tot aan Kvitsøy (contractnummer E15). Risa/Hæhre kreeg de opdracht en de bouw startte op 22 september 2021.
- Het Randaberg-contract (E03) betreft het zuidelijke deel van de Boknafjordtunnel, dit deel werd gegund aan de samenwerkende vennootschap Implenia-Stangeland en de bouw startte in de eerste helft van 2023.[1]
- Het Bokn-contract (E04) beslaat het noordelijke deel van de Boknafjordtunnel, wat in november 2022 aan Skanska Norway AS werd toegekend. De bouw begon begin 2023.
- Pas wanneer de Kvitsøytunnel is voltooid, zal de rest van het Kvitsøycontract (E02) worden gepubliceerd. Dit zal naar verwachting eind 2023 of begin 2024 gebeuren.

Sinds maart 2022 is de geschatte openingsdatum verder uitgesteld tot 2033 waarbij waarbij vertragingen tijdens de aanbesteding zijn opgetreden. Na opleveringen zouden de veerverbindingen Mortavika-Arsvågen en Kvitsøy-Mekjarvik opgeheven worden.

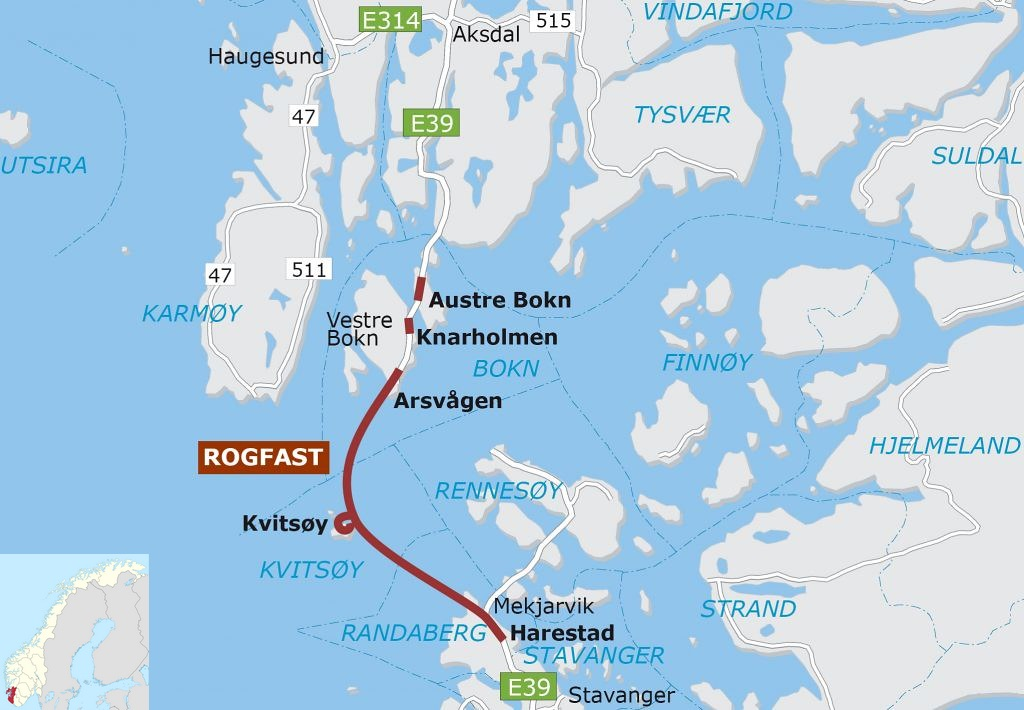